# Пам'ятки археології Балаклійського району
У Балаклійському районі Харківської області на обліку перебуває 66 пам'яток археології.
| № з/п | Охоронний № | Місцезнаходження об'єкту | Назва об'єкту | Дослідник, рік обстеження | Розміри                      | Кат      | Рішення Харківського ОВК, накази УКіТ | Охоронна зона: розміри, Рішення Харківського ОВК, накази УКіТ                                                           |
| ----- | ----------- | --- | --- | --- | ---------------------------- | -------- | ------------------------------------- | --- |
| 1     | 2197        | с. Байрак Червоногусарівської с/р | Кургани. 8. III тис. до н. е. — I тис. н. е. | Ревенко В. І., зав. відділом охорони пам'яток ХІМ.2002 р. | Висота 0,4-3,2 м             | Місцева  | № 183 від 20.04.87р.                  | 50 м.№ 184 від 20.04.87р.                                                                                               |
| 2     | 2198        | с. Борщівка Борщівської с/р | Кургани. 84. III тис. до н. е. — I тис. н. е. | Кліменко В. Ф., археол. 1981 р.,1982 рр. Ревенко В. І., зав. відділом охорони пам'яток ХІМ.2002 р.                                                                      | Вис. 0,4-7,5 м               | Місцева  | № 183 від 20.04.87р.                  | 50 м.№ 184 від 20.04.87р.(встановлена на 78 курганів)                                                                   |
| 3     | 2199        | с. Бригадирівка Бригадирівської с/р | Кургани. 67. III тис. до н. е. — I тис. н. е. | Ревенко В. І., зав. відділом охорони пам'яток ХІМ.2002 р. | Вис. 0,3-5,0 м               | Місцева  | № 183 від 20.04.87р.                  | 50 м.№ 184 від 20.04.87р.(встановлена на 6 курганів)10 м. Наказ УКіТ № 19 від 17.02.2005 р.(встановлена на 65 курганів) |
| 4     | 2099        | с. Вербівка Вербівської с/р | Кургани. 90. III тис. до н. е. — I тис. н. е. | Кліменко В. Ф., 1980, 1983,1984 р.р. Ревенко В. І., зав. відділом охорони пам'яток ХІМ.2002 р.                                                                          | Вис. 0,3-5,5 м               | Місцева  | № 118 от 17.03.86р.                   | 50 м.№ 184 від 20.04.87р.                                                                                               |
| 5     | 2200        | с. Вовчий Яр Яковенківської с/р | Кургани. 13. III тис. до н. е. — I тис. н. е. | Ревенко В. І., зав. відділом охорони пам'яток ХІМ.2002 р. | Вис.0,5-4,5 м                | Місцева  | № 183 від 20.04.87р.                  | 50 м.№ 184 від 20.04.87р.(встановлена на 11 курганів)                                                                   |
| 6     | 2509        | с. Гусарівка Гусарівської с/р | Селище давньоруського часу. Х -ХІІІ ст. | Шрамко Б. А., Михеев В. К., Грубник-Буйнова Л. П. Справочник по археологии Украины. Харьковская область. 1977г. Ревенко В. І., зав. відділом охорони пам'яток ХІМ.2002  | Площа 200 кв.м.              | Місцева  | № 975 від 18.09.97р.                  | |
| 7     | 2201        | с. Гусарівка Гусарівської с/р | Кургани. 14. III тис. до н. е. — I тис. н. е. | Ревенко В. І., зав. відділом охорони пам'яток ХІМ.2002 р. | Вис.0,5-2,5 м                | Місцева  | № 183 від 20.04.87р.                  | 50 м.№ 184 від 20.04.87р.                                                                                               |
| 8     | 2196        | с. Довгалівка Савинської сел/р | Поселення салтівської культури «Бублайка». VIII-Х ст. | Сібільов М. В., арх. 20-ті роки. Міхеєв В. К.,д.і.н. 1983 р. Ревенко В. І., зав. відділом охорони пам'яток ХІМ.2002 р.                                                  | Площа 450х120 м              | Місцева  | № 183 від 20.04.87р.                  | 50 м.№ 184 від 20.04.87р.                                                                                               |
| 9     | 239         | с. Завгороднє Петрівської с/р, 1,5 км від східної околиці села біля оз. Попове. | Поселення — І, доби неоліту та зрубної культури. V–IV тис. до н. е., 2-га пол. ІІ тис. до н. е.                                                             | Сібільов М. В., арх. 1924 р. Тєлєгін Д. Я.,д.і.н. Бородулін В. Г., арх. 1973 р. Ревенко В. І., зав. відділом охорони пам'яток ХІМ.2002                                  | Площа 80х40 м                | Місцева  | № 61 від 25.01.72р.                   | 50 м.№ 197 від 16.04.1984 р.                                                                                            |
| 10    | 240         | с. Завгороднє Петрівської с/р, 200 м на схід від поселення-I біля оз. Попове. | Поселення — ІІ, доби неоліту, зрубної та салтівської культур. V–IV тис. до н. е., 2-га пол. ІІ тис. до н. е., 2-га пол. І тис.н. е.                         | Сібільов М. В., арх. 20-ті роки. Тєлєгін Д. Я., д.і.н. Бородулін В. Г., арх. 1973 р. Ревенко В. І., зав. відділом охорони пам'яток ХІМ.2002 р.                          | Площа 200х100 м              | Місцева  | № 61 від 25.01.72р.                   | 50 м.№ 197 від 16.04.1984 р.                                                                                            |
| 11    | 241         | с. Завгороднє Петрівської с/р, 1,7 км від східної околиці села, біля оз. Солдатське-ІІ | Поселення — ІІІ, зрубної культури. 2-а пол. ІІ тис. до н. е.                                                                                                | Сібільов М. В. , арх. 1925 р. Тєлєгін Д. Я., д.і.н. Бородулін В. Г., арх. 1973 р. Ревенко В. І., зав. відділом охорони пам'яток ХІМ.2002 р.                             | Площа 90х40 м                | Місцева  | № 61 від 25.01.72р.                   | 50 м.№ 197 від 16.04.1984 р.                                                                                            |
| 12    | 242         | с. Завгороднє Петрівської с/р, 1,6 км від південно-східної околиці села, біля оз. Солдатське-ІІ | Поселення, доби єнеоліту. IV–III тис. до н. е. | Тєлегін Д. Я., д.і.н. Бородулін В. Г., арх. 1973 р. Ревенко В. І., зав. відділом охорони пам'яток ХІМ.2002 р.                                                           | Площа 80х35 м                | Місцева  | № 61 від 25.01.72р.                   | 50 м.№ 197 від 16.04.1984 р.                                                                                            |
| 13    | 230         | с. Завгороднє Петрівської с/р, гирло р. Берестянки | Селище давньоруського часу. ІХ-ХІ ст. | Бородулін В. Г.,арх. 1973 р. Ревенко В. І., зав. відділом охорони пам'яток ХІМ.2002                                                                                     | Площа 50х40 м                | Місцева  | № 61 від 25.01.72р.                   | 50 м.№ 197 від 16.04.1984 р.                                                                                            |
| 14    | 231         | с. Завгороднє Петрівської с/р, біля оз. Лиман. | Поселення доби неоліту, зрубної та салтівської культур. V-IV тис. до н.е ., 2-га пол. ІІ тис. до н. е., 2-га пол. І тис. н. е.                              | Сібільов М. В., арх. 20-ті роки. Тєлєгін Д. Я., д.і.н. Бородулін В. Г., арх. 1973 р. Ревенко В. І., зав. відділом охорони пам'яток ХІМ.2002 р.                          | Площа 200х40 м               | Місцева  | № 61 від 25. 01. 72р.                 | 50 м.№ 197 від 16.04.1984 р.                                                                                            |
| 15    | 232         | с. Завгороднє Петрівської с/р, 1,5 км північний схід від піонерського табору, на лівому березі р. Сіверський Донець. | Поселення салтівської культури. VIII-Х ст. | Сібільов М. В., арх., 20-ті роки. Тєлєгін Д. Я. д.і.н. Бородулін В. Г., арх. 1973 р. Ревенко В. І., зав. відділом охорони пам'яток ХІМ.2002                             | Не встановлена               | Місцева  | -№ 61 від 25.01.72р.                  | 50 м.№ 197 від 16.04.1984 р.                                                                                            |
| 16    | 233         | с. Завгороднє Петрівської с/р, за 700 м від піонерського табору в урочищі «Садиби» | Поселення зрубної культури. 2-га пол. ІІтис. до н. е. | Сібільов М. В., арх. 30-ті роки. Бородулін В. Г., арх. 1973 р. Ревенко В. І., зав. відділом охорони пам'яток ХІМ.2002 р.                                                | Площа 120х90 м               | Місцева  | № 61 від 25.01.72р.                   | 50 м.№ 197 від 16.04.1984 р.                                                                                            |
| 17    | 237         | с. Завгороднє Петрівської с/р, 169 квадрат Завгородненського лісництва. | Курган «Веселий» | Бородулін В. Г., арх. 1973 р. Ревенко В. І., зав. відділом охорони пам'яток ХІМ.2002 р.                                                                                 | Вис. 7 м, діаметр 50 м       | Місцева  | № 61 від 25.01.72р.                   | 50 м.№ 33 від 23.01.1984 р.                                                                                             |
| 18    | 234         | с. Залиман Залиманської с/р, західна околиця села, в урочищі «Пшеничківка» | Поселення салтівської культури. VIII-Х ст. н. е. | Сібільов М. В., арх., Гамченко С. С.,арх.20-ті роки ХХ ст. Шрамко Б. А., д.і.н., Міхеєв В. К., д.і.н. 1961 р. Ревенко В. І., зав. відділом охорони пам'яток ХІМ.2002 р. | Площа 0,25х1,0 км            | Місцева  | № 61 від 25.01.72р.                   | 50 м.№ 197 від 16.04.1984 р.                                                                                            |
| 19    | 236         | с. Залиман Залиманської с/р, західна околиця села, в урочищі «Пшеничківка» | Могильник ґрунтовий салтівської культури. VIII-Х ст. н.е | -<<- | Площа не встанов-лена        | Місцева  | № 61 від 25.01.72р.                   | 50 м.№ 197 від 16.04.1984 р.                                                                                            |
| 20    | 229         | с. Мілова Міловської с/р, в урочищі Сіверське | Городище «Сіверське» багатошарове, бондарихінської культури, скіфського часу та салтівської культури. XII-X ст.до н. е., IV–III ст.до н. е., VIII-Х ст. н.е | Ляпушкін І. І., арх., 1947 р. Шрамко Б.А, д.і.н., 1952 р. Буйнов Ю. В., к.і.н., 1988 р. Ревенко В. І., зав. відділом охорони пам'яток ХІМ.2002 р.                       | Площа 18700 кв.м.            | Місцева  | № 61 від 25.01.72 р.                  | 50 м.№ 33 від 23.01.1984 р.                                                                                             |
| 21    | 228         | с. Первомайське Міловської с/р, 5 км від села за течією р. Сіверський Донець | Городище салтівської культури. VIII-Х ст. н.е | Шрамко Б. А., д.і.н., 1957 р. Ревенко В. І., зав. відділом охорони пам'яток ХІМ.2002 р.                                                                                 | Площа 500х150 м              | Місцева  | № 61 від 25.01.72р.                   | 50 м.№ 33 від 23.01.1984 р.                                                                                             |
| 22    | 2202        | с. Первомайське Міловської с/р. | Кургани. 11.III тис. до н. е. — I тис. н. е. | Ревенко В. І., зав. відділом охорони пам'яток ХІМ.2002 р. | Вис. 0, 3 — 2,6 м            | Місцева  | № 183 від 20.04.87р.                  | 50 м.№ 184 від 20.1987р                                                                                                 |
| 23    | 243         | с. Петрівське Петрівської с/р., 800 м на південний схід від Петровського заводу будівельних матеріалів в урочищі «Городок» | Поселення зрубної культури. 2-га пол. ІІ тис. до н. е. | Сібільоів М. В., 30-ті роки ХХ ст. Бородулін В. Г., арх., 1973 р. Ревенко В. І., зав. відділом охорони пам'яток ХІМ.2002 р.                                             | Площа 60х35 м                | Місцева  | № 61 від 25.01.72р.                   | 50 м.№ 197 від 16.04.1984 р.                                                                                            |
| 24    | 235         | с. Петрівське Петрівської с/р., на схід від заводу будматеріалів | Поселення зрубної культури. 2-га пол. ІІ тис. до н. е. | Бородулін В. Г., арх 1971 р. Ревенко В. І., зав. відділом охорони пам'яток ХІМ.2002 р.                                                                                  | Площа 150х90 м               | Місцева  | № 61 від 25.01.72р.                   | 50 м.№ 197 від 16.04.1984 р.                                                                                            |
| 25    | 238         | с. Петрівське Петрівської с/р. за 3 км на південь від села, вздовж дороги на с. Грушеваха | Кургани. 6. III тис до н. е. — I тис. н. е. | Бородулін В. Г., арх. 1971 р. Ревенко В. І., зав. відділом охорони пам'яток ХІМ.2002 р.                                                                                 | Вис. 0,4-4,0 м               | Місцева  | № 61 від 25.01.72р.                   | 50 м.№ 184 від 20.1987 р.                                                                                               |
| 26    | 2097        | с. Червона Гірка Червонодонецької сел/р | Поселення салтівської культури. ІХ-Х ст. | Міхеєв В. К., д.і.н., 1984 р. Ревенко В. І., зав. відділом охорони пам'яток ХІМ.2002 р.                                                                                 | Площа 300х160 м              | Місцева  | № 118 від 17.03.86р.                  | 50 м.№ 184 від 20.1987 р.                                                                                               |
| 27    | 2098        | с. Червона Гірка Червонодонецької сел/р | Могильник ґрунтовий салтівської культури. ІХ-Х ст. | Міхеєв В. К., д.і.н. 1984 р. Ревенко В. І., зав. відділом охорони пам'яток ХІМ.2002 р.                                                                                  | Площа 80х120 м               | Місцева  | № 118 від 17.03.86р.                  | 50 м.№ 184 від 20.1987р                                                                                                 |
| 28    | 2509        | с. Гусарівка Гусарівської с/р Повтор | Селище. X–XIII ст. н. е. | Міхеєв В. К., д.і.н. 1993 р. Ревенко В. І., зав. відділом охорони пам'яток ХІМ.2002 р.                                                                                  | Площа не встановлена         | Місцева  | № 975 від 18.09.97р.                  | |
| 29    | 2510        | с. Нова Гусарівка Новогусарівської с/р | Могильник ґрунтовий салтівської культури. VIII-Х ст. | Міхеєв В. К., д.і.н. 1993 р. Ревенко В. І., зав. відділом охорони пам'яток ХІМ.2002 р.                                                                                  | Площа 120х120 м Під городами | Місцева  | № 975 від 18.09.97р.                  | |
| 30    |             | Вул. Берегова м. Балаклія Балаклійського району. Поселення розташоване на городах, на захід від південної околиці м. Балаклія. | Поселення «Балаклія-2» II тис. до н. е. — поч. I тис. до н. е.                                                                                              | Окатенко В. М., 2008 р. | 500×1000 м                   | Об'єкт   | Наказ УКіТ № 113/1 від 24.03.10р.     | |
| 31    |             | Вул. Балтійська м. Балаклія Балаклійського району. Поселення межує зі сходу та півдня — із землями Балаклійського лісгоспу (сосновий ліс), із заходу — із землями Балаклійської міської ради, з півночі — з приватною забудовою (землекористування Шакірова В. О.). | Поселення «Балаклія (Ляховка)» ІІ тис. до н. е. — поч. І тис. до н. е.                                                                                      | Окатенко В. М., 2008 р. | 600×1000 м                   | Об'єкт   | Наказ УКіТ № 113/1 від 24.03.10р.     | |
| 32    |             | м. Балаклія. Розташоване на південно-східній околиці міста, на першій надзаплавній терасі лівого берега р. Волоська Балаклійка | Багатошарове поселення. Доба бронзи, салтівська культура | Аксьонов В. С., к.і.н., Варачова К. Г., Корохіна А. В., Лаптєв О. О. 2006 2007                                                                                          | 200 х 500 м                  | Об'єкт   | Наказ УКіТ№ 361 від 28.11.07р.        | |
| 33    |             | с. Асіївка Асіївської с/ради. 10 курганів, розташовані на північ та південь від села | Кургани III тис. до н. е. — I тис. н. е. | Ревенко В. І., зав. відділу охорони пам'яток Харківського історичного музею, 2002 р.                                                                                    | вис. 0,5-3,5 м               | Об'єкт   | Наказ УКіТ № 25 від 02.03.05р.        | |
| 34    |             | м. Балаклія Балаклійської міськ/ради. 57 курганів, розташовані на північ та північний схід від міста | - << - | - << - | вис.0,3-4,0 м                | Об'єкт   | Наказ УКіТ № 25 від 02.03.05р.        | |
| 35    |             | с. Веселе Веселівської с/ради. 15 курганів, розташовані на північ, північний захід та південний схід від села | - << - | - << - | вис. 0,5-3,2 м               | Об'єкт   | Наказ УКіТ № 25 від 02.03.05р.        | |
| 36    |             | с. Вишневе Вишнівської с/ради. 7 курганів, розташовані на північ, схід та південь від села | - << - | - << - | вис. 0.5-5,0 м               | Об'єкт   | Наказ УКіТ № 25 від 02.03.05р.        | |
| 37    |             | с. Вільне Лозовенківської с/ради. 9 курганів, розташовані на північ та південь від села | - << - | - << - | вис. 0,6-3,0 м               | Об'єкт   | Наказ УКіТ № 25 від 02.03.05р.        | |
| 38    |             | с. Волвенкове Протопопівської с/ради. 2 кургани, розташовані на захід та північ від села | - << - | - << - | вис. 0,4-0,6 м               | Об'єкт   | Наказ УКіТ № 25 від 02.03.05р.        | |
| 39    |             | с. Глазунівка П'ятигірської с/ради. 3 кургани розташовані на південь від села | - << - | - << - | вис. 0,7-3,0 м               | Об'єкт   | Наказ УКіТ № 25 від 02.03.05р.        | |
| 40    |             | с. Довгалівка Савинської с/ради. 11 курганів, розташовані на схід від села | - << - | - << - | вис. 0,3-2,5 м               | Об'єкт   | Наказ УКіТ № 25 від 02.03.05р.        | |
| 41    |             | с-ще Жовтневе Асіївської с/ради. 5 курганів, розташовані на північний схід, південний захід та південь від селища | - << - | - << - | вис. 0,3-4,0 м               | Об'єкт   | Наказ УКіТ № 25 від 02.03.05р.        | |
| 42    |             | с. Жовтневе Пришибської с/ради. 11 курганів, розташовані на захід та північ від села | - << - | - << - | вис. 0,7-5,0 м               | Об'єкт   | Наказ УКіТ № 25 від 02.03.05р.        | |
| 43    |             | с. Завгороднє Петрівської с/ради. 14 курганів, розташовані на захід від села | - << - | - << - | вис. 0,3-2.0 м               | Об'єкт   | Наказ УКіТ № 25 від 02.03.05р.        | |
| 44    |             | с. Залиман Залиманської с/ради. 8 курганів, розташовані на південний захід від села | - << - | - << - | вис. 0,3-2,3 м               | Об'єкт   | Наказ УКіТ № 25 від 02.03.05р.        | |
| 45    |             | с. Копанка Червонодонецької сел/ради. 4 кургани, розташовані на захід та південь від села | - << - | - << - | вис. 1,3-3,0 м               | Об'єкт   | Наказ УКіТ № 25 від 02.03.05р.        | |
| 46    |             | с-ще Крючки Веселівської с/ради. 6 курганів, розташовані на північ та південний схід від селища | - << - | - << - | вис. 0.5-4,5 м               | Об'єкт   | Наказ УКіТ № 25 від 02.03.05р.        | |
| 47    |             | с. Лозовенька Лозовенківської с/ради. 10 курганів, розташовані на захід, схід та північний схід від села | - << - | - << - | вис. 0.3-1.8 м               | Об'єкт   | Наказ УКіТ № 25 від 02.03.05р.        | |
| 48    |             | с. Мілова Міловської с/ради. 6 курганів, розташовані на захід, схід та південний схід від села | - << - | - << - | вис. 0,3-1.7 м               | Об'єкт   | Наказ УКіТ № 25 від 02.03.05р.        | |
| 49    |             | с. Морозівка Морозівської с/ради. 6 курганів, розташовані на північний захід та схід від села | - << - | - << - | вис. 0,5-2,5 м               | Об'єкт   | Наказ УКіТ № 25 від 02.03.05р.        | |
| 50    |             | с. Новоселівка Веселівської с/ради. 12 курганів, розташовані на південний захід та південь від села | - << - | - << - | вис. 0,3-3,5 м               | Об'єкт   | Наказ УКіТ № 25 від 02.03.05р.        | |
| 51    |             | с. Новотроїцьке Шебелинської с/ради. 3 кургани, розташовані на південний схід та схід від села | - << - | - << - | вис. 1,5-2,3 м               | Об'єкт   | Наказ УКіТ № 25 від 02.03.05р.        | |
| 52    |             | с. Нурове Веселівської с/ради. 12 курганів, розташовані на захід, південь та схід від села | - << - | - << - | вис. 0,5-2,7 м               | Об'єкт - | Наказ УКіТ № 25 від 02.03.05р.        | |
| 53    |             | с. Пришиб Пришибської с/ради. 27 курганів, розташовані на захід, південь та північний схід від села | - << - | - << - | вис. 0,3-6,0 м               | Об'єкт   | Наказ УКіТ № 25 від 02.03.05р.        | |
| 54    |             | с. Протопопівка Протопопівської с/ради. 17 курганів, розташовані на захід та північний захід від села | - << - | - << - | вис. 0,3-3,5 м               | Об'єкт   | Наказ УКіТ № 25 від 02.03.05р.        | |
| 55    |             | смт. Савинці Савинської сел/ради. 8 курганів, розташовані на північ, північний схід та схід від селища | - << - | - << - | вис. 0,3-2,4 м               | Об'єкт   | Наказ УКіТ № 25 від 02.03.05р.        | |
| 56    |             | с. Серафимівка П'ятигірської с/ради. 27 курганів, розташовані на північний захід та північний схід від села | - << - | - << - | вис. 0,5-3,5 м               | Об'єкт   | Наказ УКіТ № 25 від 02.03.05р.        | |
| 57    |             | с. Слабунівка Веселівської с/ради. 3 кургани, розташовані на південний захід та північний схід від села | - << - | - << - | вис. 0,6-1,0 м               | Об'єкт   | Наказ УКіТ № 25 від 02.03.05р.        | |
| 58    |             | с. Чепіль Чепільської с/ради. 4 кургани, розташовані на північний схід від села | - << - | - << - | вис. 0,4-0,6 м               | Об'єкт   | Наказ УКіТ № 25 від 02.03.05р.        | |
| 59    |             | с. Нова Гусарівка Новогусарівської с/ради. 4 кургани, розташовані на південний захід, південь та південний схід від села | - << - | - << - | вис. 0,8-3,2 м               | Об'єкт   | Наказ УКіТ № 25 від 02.03.05р.        | |
| 60    |             | с. Червоний Степ Яковенківської с/ради. 2 кургани, розташовані на захід від села | - << - | - << - | вис. 0,5-2,0 м               | Об'єкт   | Наказ УКіТ № 25 від 02.03.05р.        | |
| 61    |             | с. Червоний Яр Яковенківської с/ради. 15 курганів, розташовані на північний захід, північ, південь та південний схід від села | - << - | - << - | вис. 0,5-5,0 м               | Об'єкт   | Наказ УКіТ № 25 від 02.03.05р.        | |
| 62    |             | с. Шебелінка Шебелінської с/ради. 5 курганів, розташовані на захід та південь села | - << - | - << - | вис. 1,5-2,0 м               | Об'єкт   | Наказ УКіТ № 25 від 02.03.05р.        | |
| 63    |             | с. Шевелівка Шевелівської с/ради. 10 курганів, розташовані на північ та південь від села | - << - | - << - | вис. 0,3-1,5 м               | Об'єкт   | Наказ УКіТ № 25 від 02.03.05р.        | |
| 64    |             | с. Явірське Пришибської с/ради. 18 курганів, розташовані на захід та схід від села | - << - | - << - | вис. 0,4-3,0 м               | Об'єкт   | Наказ УКіТ № 25 від 02.03.05р.        | |
| 65    |             | с. Яковенкове Яковенківської с/ради. 2 кургани, розташовані на північ від села | - << - | - << - | вис. 0,3-2,0 м               | Об'єкт   | Наказ УКіТ № 25 від 02.03.05р.        | |
| 66    |             | м. Балаклія | Поселення | В. В. Дідик, науковий співробітник відділу пам'яток археології ОКЗ «ХНМЦОКС» у 2011 р. XVII-XVIII ст.                                                                   | 43га                         | Об'єкт   | Наказ УКіТ № 463 від 19.12.11р.       | |

## Джерело
Лист Харківської Облдержадміністрації на запит ВМ УА від 28 березня 2012. Файли доступні на сайті конкурсу WLM.